# Diskografie Milky Chance
Toto je seznam vydané diskografie německého hudebního dua Milky Chance.

## Alba

### Studiová alba
| Název                                                                                   | Detaily o albu                                                 | Umístění v hitparádách | Umístění v hitparádách | Umístění v hitparádách | Umístění v hitparádách | Umístění v hitparádách | Umístění v hitparádách | Umístění v hitparádách | Umístění v hitparádách | Umístění v hitparádách | Umístění v hitparádách | Certifikace                                                                            |
| Název                                                                                   | Detaily o albu                                                 | GER                    | AUS                    | AUT                    | BEL                    | FRA                    | NL                     | SWE                    | SWI                    | UK                     | US                     | Certifikace                                                                            |
| --------------------------------------------------------------------------------------- | -------------------------------------------------------------- | ---------------------- | ---------------------- | ---------------------- | ---------------------- | ---------------------- | ---------------------- | ---------------------- | ---------------------- | ---------------------- | ---------------------- | -------------------------------------------------------------------------------------- |
| Sadnecessary                                                                            | - Vydáno: 31. května 2013 - Vydavatelství: Lichtdicht          | 14                     | 8                      | 23                     | 15                     | 5                      | 51                     | 25                     | 14                     | 36                     | 17                     | - BVMI: Gold - ARIA: Gold - BPI: Silver - IFPI AUT: Gold - RIAA: Platinum - SNEP: Gold |
| Blossom                                                                                 | - Vydáno: 17. března 2017 - Vydavatelství: Muggelig Records    | 5                      | 8                      | 12                     | 67                     | 77                     | 40                     | —                      | 8                      | —                      | 64                     |                                                                                        |
| Mind the Moon                                                                           | - Vydáno: 15. listopadu 2019 - Vydavatelství: Muggelig Records | 23                     | 63                     | 48                     | —                      | —                      | —                      | —                      | 31                     | —                      | —                      |                                                                                        |
| Living in a Haze                                                                        | - Vydáno: 9. června 2023 - Vydavatelství: Muggelig Records     | 16                     | —                      | 22                     | —                      | 195                    | —                      | —                      | 13                     | —                      | —                      |                                                                                        |
| "—" značí, že se nahrávka neumístila v hitparádách nebo v tomto území ani nebyla vydána |                                                                |                        |                        |                        |                        |                        |                        |                        |                        |                        |                        |                                                                                        |

### Akustická alba
| Název                           | Detaily                                                      |
| ------------------------------- | ------------------------------------------------------------ |
| Sadnecessary (Acoustic Version) | - Vydáno: 20. dubna 2022 - Vydavatelství: Stoned in Paradise |

### Kompilační alba
| Náev         | Detaily                                               | Umístění v hitparádách |
| Náev         | Detaily                                               | SWI                    |
| ------------ | ----------------------------------------------------- | ---------------------- |
| Trip Tape    | - Vydáno: 3. listopadu 2021 - Vydavatelství: Muggelig | —                      |
| Trip Tape II | - Vydáno: 6. října 2022 - Vydavatelství: Muggelig     | 64                     |

## Extended play
| Název              | Detaily                                              | Umístění v hitparádách | Umístění v hitparádách |
| Název              | Detaily                                              | US                     | US Heat                |
| ------------------ | ---------------------------------------------------- | ---------------------- | ---------------------- |
| Stolen Dance EP    | - Vydáno: 9. května 2013 - Vydavatelství: Lichtdicht | 181                    | 5                      |
| Stay Home Sessions | - Vydáno: 17. dubna 2020 - Vydavatelství: Muggelig   | —                      | —                      |

## Singly
| "Stolen Dance"                                                                          | 2013 | 2  | 2  | 1  | 1 | 7  | 1  | 3 | 1  | 24 | 39 | - BVMI: Platinum - ARIA: 4× Platinum - BPI: Platinum - IFPI AUT: 2× Platinum - MC: Diamond - RIAA: 5× Platinum - RMNZ: Platinum - SNEP: Platinum | Sadnecessary     |
| "Down by the River"                                                                     | 2014 | 39 | —  | —  | — | —  | 64 | — | 55 | 79 | —  | - BPI: Silver - MC: Gold - RIAA: Gold | Sadnecessary     |
| "Flashed Junk Mind"                                                                     | 2014 | 73 | 51 | —  | — | —  | —  | — | —  | —  | —  | - BPI: Silver - IFPI AUT: Gold - RIAA: Gold | Sadnecessary     |
| "Cocoon"                                                                                | 2016 | 34 | 10 | 40 | — | —  | —  | — | 86 | —  | —  | - BVMI: Gold - ARIA: Platinum - IFPI AUT: Gold - MC: Platinum - RIAA: Gold                                                                       | Blossom          |
| "Doing Good"                                                                            | 2017 | —  | —  | —  | — | —  | —  | — | —  | —  | —  | | Blossom          |
| "Blossom"                                                                               | 2017 | —  | —  | —  | — | —  | —  | — | —  | —  | —  | | Blossom          |
| "Ego"                                                                                   | 2017 | —  | —  | —  | — | —  | —  | — | —  | —  | —  | | Blossom          |
| "Bad Things"                                                                            | 2017 | —  | —  | —  | — | —  | —  | — | —  | —  | —  | | Blossom          |
| "Daydreaming" (s Tash Sultana)                                                          | 2019 | —  | —  | —  | — | —  | —  | — | —  | —  | —  | | Mind the Moon    |
| "The Game"                                                                              | 2019 | —  | —  | —  | — | —  | —  | — | —  | —  | —  | | Mind the Moon    |
| "Fado"                                                                                  | 2019 | —  | —  | —  | — | —  | —  | — | —  | —  | —  | | Mind the Moon    |
| "Rush" (s Témé Tan)                                                                     | 2019 | —  | —  | —  | — | —  | —  | — | —  | —  | —  | | Mind the Moon    |
| "Don't Let Me Down" (s Jack Johnson)                                                    | 2020 | —  | —  | —  | — | —  | —  | — | —  | —  | —  | | Singl bez alb    |
| "Colorado"                                                                              | 2021 | 28 | —  | 18 | — | —  | —  | — | 83 | —  | —  | - BVMI: Gold - IFPI AUT: Platinum - MC: Gold | Trip Tape        |
| "Unknown Song" (s Paulina Eisenberg)                                                    | 2022 | —  | —  | —  | — | —  | —  | — | —  | —  | —  | | Singl bez alb    |
| "Synchronize"                                                                           | 2022 | —  | —  | —  | — | —  | —  | — | —  | —  | —  | - IFPI AUT: Gold | Trip Tape II     |
| "Troubled Man"                                                                          | 2022 | —  | —  | —  | — | —  | —  | — | —  | —  | —  | | Trip Tape II     |
| "Living in a Haze"                                                                      | 2023 | 42 | —  | 16 | — | 58 | —  | — | 67 | —  | —  | - IFPI AUT: Gold - MC: Gold | Living in a Haze |
| "Golden"                                                                                | 2023 | —  | —  | —  | — | —  | —  | — | —  | —  | —  | | Living in a Haze |
| "Purple Tiger"                                                                          | 2023 | —  | —  | —  | — | —  | —  | — | —  | —  | —  | | Living in a Haze |
| "History of Yesterday" (s Charlotte Cardin)                                             | 2023 | —  | —  | —  | — | —  | —  | — | —  | —  | —  | | Living in a Haze |
| "Reckless Child"                                                                        | 2024 | —  | —  | —  | — | —  | —  | — | —  | —  | —  | | bude oznámeno    |
| "Naked and Alive"                                                                       | 2024 | —  | —  | —  | — | —  | —  | — | —  | —  | —  | | bude oznámeno    |
| "—" značí, že se nahrávka neumístila v hitparádách nebo v tomto území ani nebyla vydána |      |    |    |    |   |    |    |   |    |    |    | |                  |

## Další umístěné písně
| Název          | Rok  | Umístění v hitparádách | Umístění v hitparádách | Umístění v hitparádách | Album        |
| Název          | Rok  | CAN                    | FRA                    | US Rock                | Album        |
| -------------- | ---- | ---------------------- | ---------------------- | ---------------------- | ------------ |
| "Stunner"      | 2013 | 70                     | —                      | 31                     | Sadnecessary |
| "Sadnecessary" | 2013 | 55                     | —                      | 26                     | Sadnecessary |
| "Fairytale"    | 2013 | —                      | 96                     | —                      | Sadnecessary |